# 里科港 (聖克魯斯省)
里科港是玻利維亞的城鎮，位於該國南部，由聖克魯斯省負責管轄，距離首府聖克魯斯35公里，海拔高度542米，每年平均降雨量約950毫米，2010年人口2,312。
玻利维亚
玻利维亚是一个地貌和气候多样的国家。考虑到地形、气候、植物和动物群以及土壤的多样性，该国可以划分为两个主要区域：安第斯山脉区域，其由安第斯山脉构成，是国家最重要的地形特征，面积为414,574平方公里，占总面积的38%；以及低于500米的平原区域，占据了广阔的684,007平方公里，即62%的总面积（Montes de Oca, 1989）。
在这两个主要区域内，发展出了7个生理地貌单元，从西到东分别是：
1. 西安第斯山脉
2. 东安第斯山脉
3. 高原
4. 安第斯山麓
5. 平原
6. 巴西盾
7. 奇基塔尼山脉